# Souris bleue-grise
Pseudomys glaucus
Espèce
Statut de conservation UICN

 EX  : Éteint
La Souris bleue-grise (Pseudomys glaucus) est une espèce, désormais éteinte, de rongeurs de la famille des Muridae.